# 大阪呑気大事典
『大阪呑気大事典』（おおさかのんきだいじてん）は、1988年9月にJICC出版局（現：宝島社）から刊行された書籍。「大阪オールスターズ」編著。
大阪ならでは660個のキーワードについて、関西在住または関西出身の、ライター、漫画家、イラストレーター、ミュージシャン、映画監督などが、個人的思いいれたっぷりに「解説」をしている。
また、漫画家のいしいひさいちが「石井寿一」名義で「文章」を発表しているのも、非常に珍しい。
2008年9月に、未収録だった単行本化以降の連載分を大幅増補、再編集した全802項目の「増補新版」が、宝島社文庫から刊行された。

## 単行本版

### 初出
以下の雑誌に掲載された「大阪呑気事典」をまとめたもの。
- 「SFマンガ競作大全集」1983年12月増刊
- 「プレイガイドジャーナル」1984年1月号～10月号
- 「SFマンガ競作大全集」1984年23号～26号
- 「コミックアゲイン」1984年2号～1985年4号
- 「宝島」1985年1月号～単行本刊行前まで

### 執筆者
亜庭じゅん、飯田三代、石井寿一（いしいひさいち）、石田長生、井筒和幸、糸川燿史、岩国学、岩田健三郎、大塚まさじ、大森一樹、岡本健、桂べかこ、金森幸介、川崎行雄（川崎ゆきお）、川田満成、木内久仁子、北中正和、日下潤一、小林悦子、小堀純、坂村正彦、末安順子、堰守、関根登規子、高取英、高橋秀夫、高宮成河、高山秀男、田川律、竹中功、土橋とし子、寺島令子、徳田俊之（レオナルド・いも）、冨岡雄一、中川五郎、中島らも、二階堂茂、西岡琢也、西村隆、橋本佳代子、秦京子、久内道夫（ひさうちみちお）、福田祐子、三浦純（みうらじゅん）、南端利晴、南端裕子、峯正澄、村上三郎、村上知彦、森英二郎、森晴樹、堀田多三雄、山口由美子、山田立

### 挿絵担当
飯田三代、いしいひさいち、泉晴紀、糸川燿史、岩田健三郎、桂べかこ、川崎ゆきお、川田満成、川原正彦、黒田征太郎、高橋秀夫、寺島令子、土橋とし子、中田徹、長友啓典、二階堂茂、西村タカヨ、ひさうちみちお、藤田あきら、みうらじゅん、森英二郎、もん、堀田多三雄、レオナルド・いも

### 編集
チャンネルゼロの村上知彦、冨岡雄一。及び山口由美子、岩国学、峯正澄。

### その他
カバー絵は川田満成、扉写真は糸川燿史が担当。

### エピソード
のちに、沖縄のサブカルチャー出版社「ボーダーインク」を興す編集者・ライターの新城和博は、沖縄出版に勤務している際に、この本に影響されて、沖縄在住の様々な著者に依頼して類似本「おきなわキーワードコラムブック」(1989年）を企画、刊行した。

## 文庫本版

### 初出
単行本版に以下の連載分を加えた。
- 「宝島」単行本刊行後～1990年3月号、（週刊化後）4月9日号～5月9日号

### 執筆者
単行本版に以下の人物が追加。
西村葉子

### 挿絵担当
単行本版に以下の人物が追加。
井上博康

### 解説
坪内祐三

### 編集
村上知彦、峯正澄、二階堂茂。および宝島社の大西祥平。

### その他
カバー絵は森英二郎が担当。